# Alcácer do Sal
Alcácer do Sal este un oraș în Districtul Setúbal, Portugalia.